# Сліпе захоплення (фільм, 1925)
«Сліпе захоплення» (англ. Infatuation) — американська драма режисера Ірвінга Каммінгса 1925 року.

## У ролях
- Корінна Гріффіт — Вайлет Бенкрофт
- Персі Мармот — сер Артур Літл
- Малкольм Макгрегор — Рональд Перрі
- Ворнер Оланд — Осман Паша
- Леота Лоррейн — сестра Ронні
- Клер Дю Брі — дружина Паша
- Марта Меттокс — місіс Прічард
- Говард Дейвіс — Гедив